# 20204 Yuudurunosato
20204 Yuudurunosato (1997 EV25) là một tiểu hành tinh vành đai chính được phát hiện ngày 1 tháng 3 năm 1997 bởi T. Okuni ở Nanyo.